# Ditrichum longisetum
Ditrichum longisetum là một loài rêu trong họ Ditrichaceae. Loài này được Lorentz Hampe mô tả khoa học đầu tiên năm 1867.